# Yoshito Usui
Yoshito Usui (臼井 儀人, Usui Yoshito) (Shizuoka, Prefectura de Shizuoka, 21 d'abril de 1958 - Shimonita, Prefectura de Gunma, 11 de setembre de 2009) fou un mangaka conegut al Japó pel manga (i anime) Shin-Chan.
Yoshito Usui va néixer el 21 d'abril de 1958, a Shizuoka, Japó. El 1977 es va graduar a l'Escola de Saitama. Simultàniament, va començar a treballar en un supermercat durant el dia i assistia a les classes de l'escola de disseny a la nit. El 1979 va entrar a treballar a una empresa de publicitat.
Després va començar el seu primer còmic Stories of Darakuya Store, el 1990 continua amb els còmics Office Lady Gumi i, al setembre del mateix any, amb Shin-Chan. El 1992 es va decidir realitzar un anime televisiu amb les aventures del personatge, que va ser un gran èxit al Japó, el que li va valdre la seva exportació a Taiwan o Corea. En 2001, Televisió de Catalunya emet per primer cop Shin-Chan, entre altres sèries, a l'espai 3xl.net, aprofitant l'estrena del canal K3. En estiu d'aquell any Shin-Chan es va convertir en un fenomen televisiu, sent després emesa a Punt 2 i a altres cadenes televisives de l'Estat Espanyol.
Al desembre de 2002 va rebre el gran premi d'animació The Media Arts Festival de Tòquio.
El dia 11 de setembre de 2009, Usui va desaparèixer mentre practicava el senderisme en solitari. El 12 de setembre la seva família informa de la seva desaparició. El 19 de setembre troben un cadàver a un penya-segat de la muntanya Arafune que podria ser el d'ell, i es confirma la seva mort l'endemà, en recuperar-se el cadàver.

## Obra
- 1985: Darakuya Store Monogatari (だらくやストア物語, Darakuya Sutoa Monogatari)
- 1990: Office Lady Gumi (おーえるグミ, Ōeru Gumi)
- 1990: Shin-Chan (クレヨンしんちゃん, Kureyon Shin-chan)
- 1992: Unbalance Zone (あんBaらんすゾーン, Anbaransu Zōn)
- 1992: Super Shufu Tsukimi-san (スーパー主婦月美さん)
- 1992: Scramble Egg (すくらんぶるえっぐ, Sukuranburu Eggu)
- 1992: Kabushiki-gaisha Kurubushi Sangyō 24-ji ((株)くるぶし産業２４時)
- 1993: Hiraki Naocchau zo! (ひらきなおっちゃうぞ！)
- 1993: Usui Yoshito no Motto: Hiraki Naocchau zo! (臼井儀人のもっと ひらきなおっちゃうぞ！)
- 1993: Mix Connection (みっくす・こねくしょん, Mikkusu Konekushon)
- 1993: Super Mix (すぅぱぁ・みっくす, Supā Mikkusu)
- 1994: Usui Yoshito no Buchikama Theater (臼井儀人のぶちかまシアター, Usui Yoshito no Buchikama Shiatā)
- 1998: Atashira Haken Queen (あたしら派遣クイーン, Atashira Haken Kuīn)
- 2000: Usui Yoshito Connection (臼井儀人こねくしょん, Usui Yoshito Konekushon)
- 2002: Shiwayose Haken Gaisha K.K. (しわよせ派遣会社 (株))